# Нова Обуховка
Нова Обу́ховка (рос. Новая Обуховка, ерз. Новая Обуховка) — присілок у складі Старошайговського району Мордовії, Росія. Входить до складу Шигонського сільського поселення.
Населення — 25 осіб (2010; 28 у 2002).
Національний склад (станом на 2002 рік):
- росіяни — 89 %